# Đại học Sungkyunkwan
Đại học Sungkyunkwan (SKKU) (tiếng Hàn: 성균관대학교, âm Hán Việt: Thành Quân Quán Đại Học Hiệu, tên chính thức tiếng Anh: Sungkyunkwan University) là trường đại học tư thục có cơ sở tại thủ đô Seoul (listenⓘ) và thành phố Suwon, Hàn Quốc. Nguồn gốc của trường là Thành Quân Quán, thành lập năm 1398, còn gọi là Thái Học, là học phủ tối cao của các vương triều Cao Ly và Triều Tiên tại Triều Tiên (tương đương với Quốc tử giám và Thái Học tại Trung Quốc). Chữ viết Hangul và phần lớn văn hóa của Hàn Quốc được xây dựng và phát triển bởi giáo viên và học sinh tại học phủ này. Ý nghĩa đằng sau cái tên "Sungkyunkwan" là "một học phủ hướng đến xây dựng xã hội tốt đẹp". Trong suốt quá trình đô hộ của Nhật Bản, học phủ Sungkyunkwan bị giáng bậc và sau đó đóng cửa bởi quân đội Nhật để thành lập các trường Đại học Quốc gia Hàn Quốc dành cho việc nghiên cứu Khoa học Kỹ thuật. Sau ngày độc lập, trường đại học Sungkyunkwan được thành lập vào năm 1946 bởi cựu hiệu trưởng của trường, Kim Changsook.  Hiện nay, trường có hai cơ sở: Khoa học Xã hội và Nhân văn ở thủ đô Seoul, và Khoa học Tự Nhiên ở thành phố Suwon. Trường có 18 trường thành viên giảng dạy bậc đại học, và 12 trường đào tạo trình độ sau đại học. Với sự tài trợ bởi tập đoàn Samsung từ năm 1996, SKKU đã vươn lên là một trong những trường đại học hàng đầu thế giới với việc xây dựng những trung tâm nghiên cứu chất lượng cao tại Hàn Quốc. Theo báo cáo hiện nay, SKKU là một trong những trường đào tạo ngành Y tốt nhất lại Hàn Quốc, với hệ thống bệnh viện dành cho nghiên cứu, và  Samsung Medical Center có uy tín trên thế giới.
Trường đại học Sungkyunkwan đang tiến những bước rất nhanh trên bảng xếp hạng quốc tế. Năm 2013, trường đứng thứ 5 ở Hàn Quốc, sau SNU, KAIST, Yonsei, Postech, và đứng thứ 23 trong các trường Châu Á, theo Times Higher Education World University Rankings.

## Vị trí
Cơ sở Khoa học Xã hội và Nhân văn ở Seoul được xây dựng gần học phủ Sungkyunkwan cũ. Ở gần đó là Changdeokgung và Changgyeonggung, hai trong số các cung điện hoàng gia của Seoul, và Jongmyo. Tọa độ:37°35′13,5″B 126°59′38,5″Đ / 37,58333°B 126,98333°Đ.
Cơ sở Khoa học Tự nhiên được đặt ở Suwon, gần với ga Sungkyunkwan, phía tây-bắc thành phố. Tọa độ: 37°17′36″B 126°58′28,5″Đ / 37,29333°B 126,96667°Đ. Khoa Nông Lâm của trường sở hữu những cánh đồng thử nghiệm, đặt tại  37°17′21,5″B 126°58′5″Đ / 37,28333°B 126,96806°Đ.

## Lịch sử

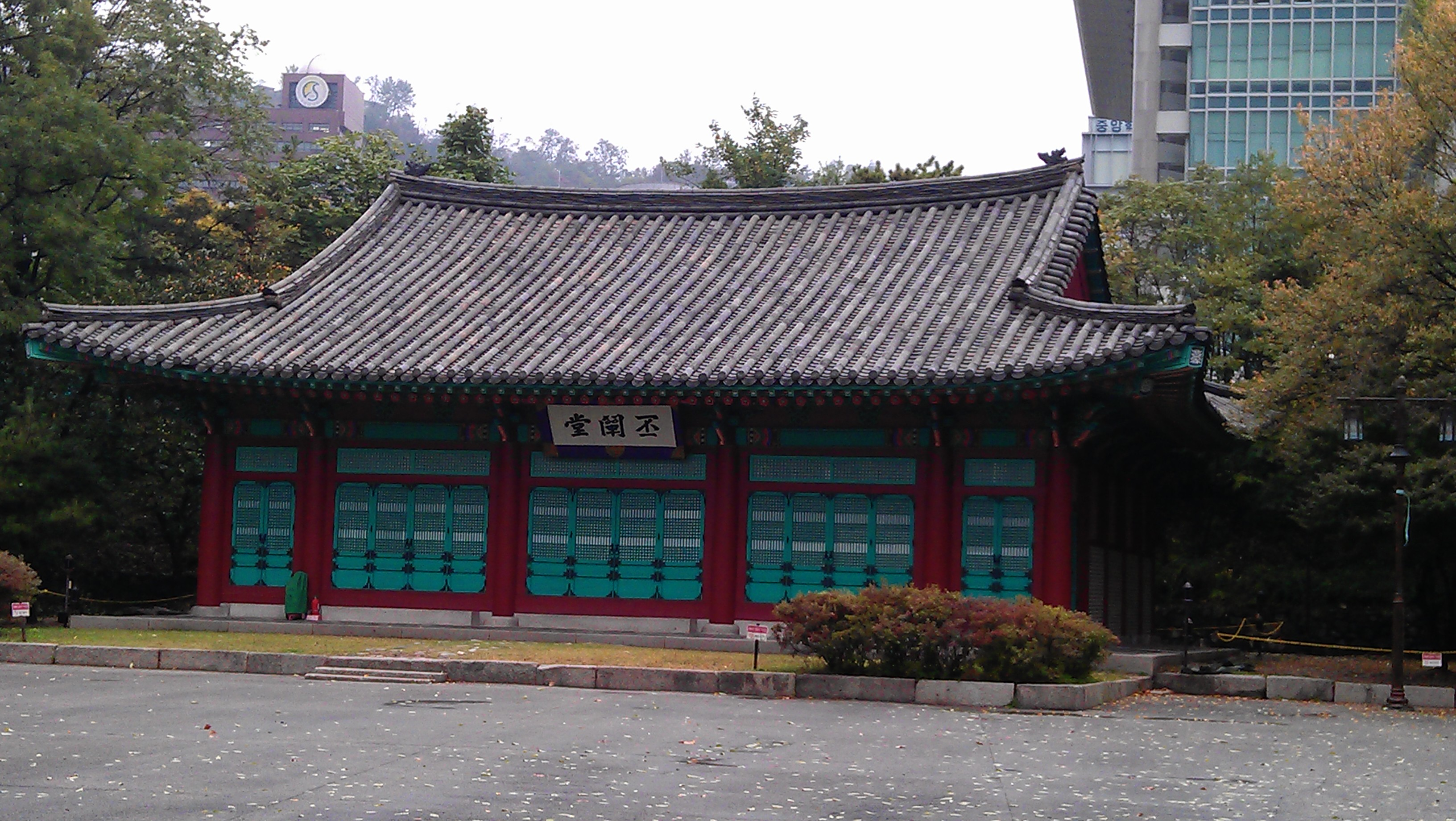
Học phủ Sungkyunkwan cũ, trong khuôn viên của cơ sở Xã hội và Nhân văn

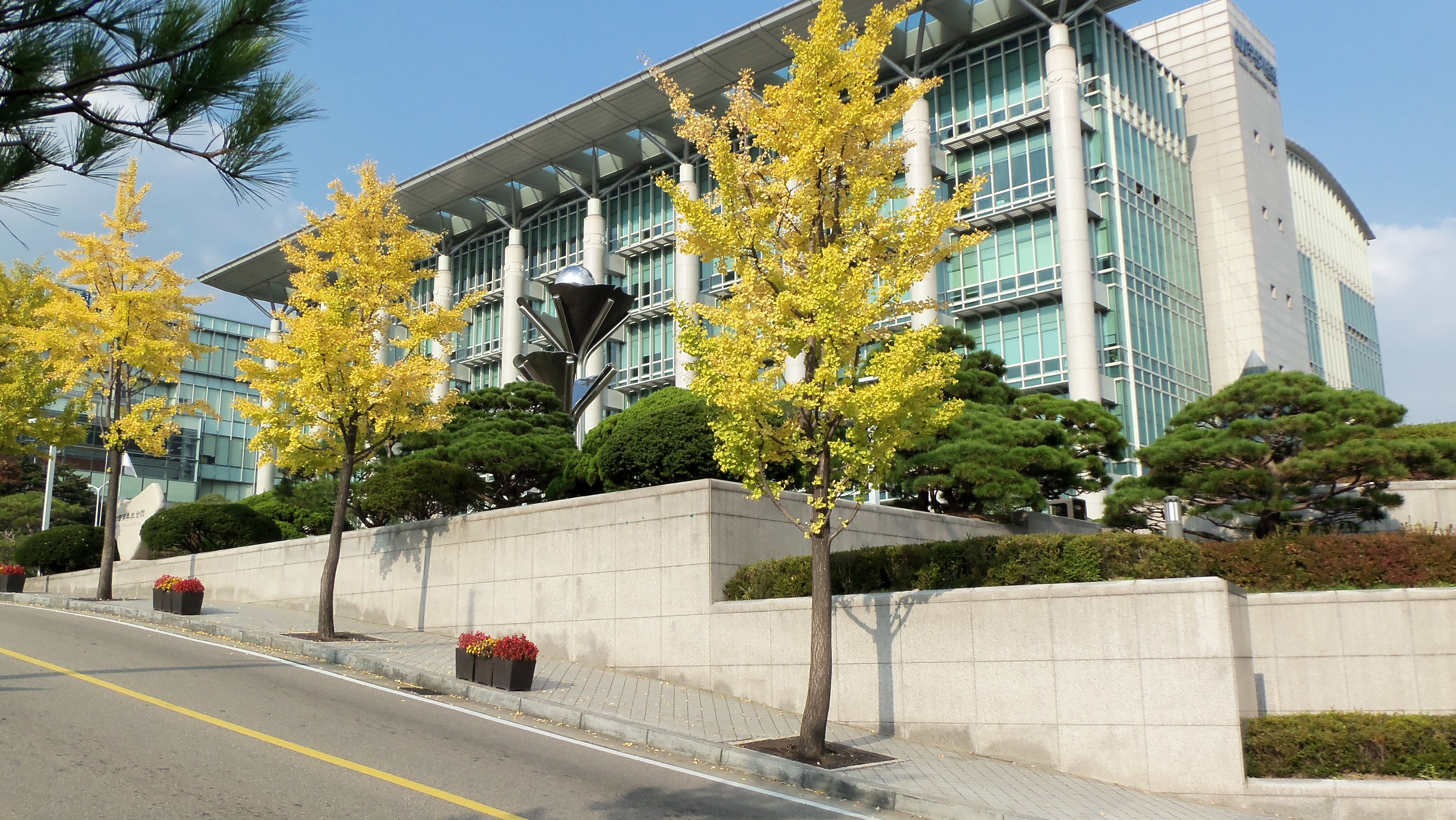
Tòa nhà kỷ niệm 600 năm thành lập

Học phủ Thành Quân quán được thành lập năm 1398 để thờ cúng và đào tạo Đạo Khổng. Học phủ tọa lạc lại thủ đô Hán Thành, ngày nay là Seoul. Được xây dựng theo mô hình của học phủ Quốc Tử Giám thời Cao Ly. Thành Quân quán là học phủ tối cao của hệ thống giáo dục dưới triều đại Cao Ly.
Sau thời kỳ đô hộ của Nhật Bản, cùng với sự phát triển của Đại Hàn Dân Quốc, học phủ Sungkyunkwan cũ được mở cửa trở lại dưới dạng một trường đại học tư thục. Trong đà đổi mới của xã hội, trường lớn mạnh nhanh chóng để đáp ứng yêu cầu đào tạo của một đất nước phát triển. Năm 1946, tổng số lớp được giảng dạy là 155. Tổng số sinh viên đã tốt nghiệp cho đến nay đã vượt qua con số 130,000.
Đại học Sungkyunkwan hiện nay bao gồm hai cơ sở: cơ sở Khoa học Xã hội và Nhân văn ở Seoul và cơ sở Khoa học Tự nhiên ở Suwon.

### Lịch sử
- 1398: Thành lập học phủ Thành Quân quán
- 1400–1418: Các vương tử, thành viên của vương gia bắt đầu được đào tạo tại Thành Quân quán.
- 1475: Tôn Kinh Các, thư viện đầu tiên được thành lập.
- 1519: Sự kiện trồng hai cây bạch quả (Di tích Quốc gia số 59), sau này trở thành biểu tượng của trường.
- 1592: Văn Miếu, đền thờ Khổng Tử bị phá hủy trong một vụ cháy.
- 1601: Văn Miếu được xây dựng trở lại.
- 1895: Thành Quân quán được chuyển đổi thành dạng trường Đại học.
- 1911: Trường được đổi tên thành Kyonghagwon bởi chế độ cai trị Nhật Bản.
- 1946: Sungkyunkwan được mở cửa trở lại ngày 25 tháng 9.[7]
- 1950: Xây dựng khuôn viên, thư viện bị phá hủy bởi hỏa hoạn.
- 1953: Trường đào tạo sau đại học được thành lập.
- 1954: Tòa nhà chính được khởi công.
- 1957: Xây dựng Hội Trường Khoa Học đầu tiên.
- 1958: Thư viện trung tâm mở cửa; Trường đào tạo buổi tối được thành lập.
- 1962: Tòa nhà hành chính được xây dựng.
- 1963: Thành lập trường Quản lý Kinh doanh.
- 1964: Mở cửa Bảo tàng.
- 1965: Trường Khoa Học và Kỹ thuật được thành lập.
- 1966: Trường Dịch vụ Thư Viện được thành lập. Trường đào tạo sau đại học buổi tối được thành lập.
- 1971: Trường đào tạo sau đại học về Ngoại thương được thành lập.
- 1972: Trường Sư phạm được thành lập.
- 1978: Mở cửa cơ sở Khoa học Tự nhiên ở thành phố Suwon.
- 1981: Trường sau đại học Sư phạm được thành lập.
- 1983: Xây dựng Thư Viện Khoa Học.
- 1986: Xây dựng cụm công trình Susonggwan Gymnasium và Yanghyongwan Student Quarters.
- 1988: Thành lập trường sau đại học về Đạo Khổng.
- 1995: Thành lập trường sau đại học về Hợp Tác Quốc tế.
- 1996: Tập đoàn Samsung bắt đầu tài trợ cho trường; Trường sau đại học về Truyền thông Đại Chúng và Báo chí ra đời.
- 1997: Trường Y, Trường sau đại học về Thiết kế, trường sau đại học về Quản trị Kinh doanh được thành lập.
- 1998: Kỷ niệm 600 năm ngày thành lập; Trường nghệ thuật mở cửa.
- 1999: Tòa nhà trường đại học Y được xây dựng.
- 2000: Tòa nhà kỷ niệm 600 năm ngày thành lập được xây dựng; Tòa nhà Quản trị Kinh doanh được xây dựng.
- 2001: Tổ hợp Research Complex 1 được xây dựng; Ký túc xá Trí được xây dựng.
- 2002: Tổ hợp Electronic Microscope Complex được xây dựng.
- 2002: Khởi công tòa nhà Luật.
- 2003: Lễ nhậm chức của hiệu trưởng thứ 18: TS. Jung-Don Seo.
- 2004: Tòa nhà Luật hoàn thành; Su Seon Hall và Hoam Hall được xây dựng lại; Xây dựng ngôi nhà Quốc tế;

Trường sau đại học về Quản trị Kinh doanh hợp tác với MIT Sloan School of Management.
- 2005: Tổ hợp Research Complex 2 được xây dựng.
- 2006:  Trường sau đại học về Hệ thống Di động được thành lập, nhận sự tài trợ từ Samsung; Thành lập trung tâm PACE(Partners for the Advancement of Collaborative Engineering Education); Khóa học về Bán dẫn, dưới sự tài trợ của Samsung, được thành lập.
- 2008: Chương trình đào tạo đại học hợp tác quốc tế về Kinh doanh thành lập. (nhận hai bằng từ đại học Indiana và Đại học Birmingham)
- 2008: Hội trường Quốc tế được xây dựng.
- 2009: Trường sau đại học về Khoa học Tiếp xúc được thành lập, được thành lập với sự tài trợ của Bộ Giáo dục, Khoa Học, Công nghệ Hàn Quốc.
- 2013: Trường sau đại học về Kinh doanh(GSB) được xếp hạng thứ 51 toàn cầu do tạp chí Financial Times (FT)'s 2013 Global MBA (chính quy) bình chọn.

## Khẩu hiệu
Khẩu hiệu của trường là "Nhân, Nghĩa, Lễ, Trí" (仁, 義, 禮, 知), thể hiện tinh thần của Khổng Giáo.  Bốn phẩm chất đó thể hiện bốn phẩm chất quan trọng của con người: tinh thần, hành động, lương tâm, và trí tuệ.  "Nhân" thể hiện tình yêu thương, "Nghĩa" giúp phân biệt đúng sai, "Lễ" thể hiện lòng kiên nhẫn và đúng mực, "Trí" thể hiện khả năng lĩnh hội, tư duy.  Triết lý của Khổng Tử hướng con người đến sự nhận thức và nuôi dưỡng điều thiện. Bốn yếu tố đó ảnh hưởng đến triết lý phát triển của trường, và là những tiêu chí để xây dựng nền nghiên cứu đề cao sự thật và công bằng xã hội là những yếu tố cơ bản của nền văn minh nhân loại.

## Biểu tượng
Biểu tượng của trường là hai cây bạch quả lớn (Di tích quốc gia Hàn Quốc số 59). Mặc dù bây giờ đã không còn, hai cây bạch quả này được coi là biểu tượng quan trọng của đại học Sungkyunkwan. Được trồng vào năm 1519 bởi Yun Tak, hiệu trưởng của học phủ Sungkyunkwan, cây bạch quả còn là biểu trưng của Đạo Khổng bởi có truyền thuyết cho rằng, Khổng Tử thường ngồi đọc sách, đàm đạo hoặc dạy học trò dưới tán cây. Loài cây này cũng thể hiện sự trường thọ và thông thái, hai yếu tố quan trọng trong văn hóa Hàn Quốc.

## Xếp hạng
Trường đại học Sungkyunkwan là một trong những ngôi trường lâu đời và có truyền thống bậc nhất tại Hàn Quốc. Trong những năm gần đây, với sự tài trợ từ tập đoàn Samsung, trường đã có những bước tiến mạnh mẽ, là một ngôi trường danh giá được đánh giá cao bởi phụ huynh và sinh viên Hàn Quốc. Theo tạp chí QS World University Rankings, trường xếp thứ 21 ở châu Á và thứ 140 toàn thế giới. Tạp chí Times Higher Education World University Rankings xếp đại học Sungkyunkwan trong top 201-225 trong bảng xếp hạng Quốc tế. Trường đào tạo sau đại học về Kinh doanh, SKK GSB, với sự hợp tác của MIT Sloan Bussiness School, xếp thứ 59 trên bảng xếp hạng của Global MBA Ranking 2015.

## Đội ngũ giảng dạy và Sinh viên

### Giáo sư
Dữ liệu từ tháng 4 năm 2008
Giáo sư (toàn thời gian): 1,138
Giáo sư danh dự: 137 / Giáo sư nghiên cứu: 201 / Giáo sư Y: 63 / Phó Giáo sư: 1,687
Giảng viên: 633 / Trợ lý Giáo sư: 290 / Giáo sư thỉnh giảng: 104 / Giáo sư trao đổi: 2 / Khác: 4 
Tổng số: 4,259

### Sinh viên
Dữ liệu từ tháng 3 năm 2008
Sinh viên Đại học: 27,639
Cao học: 5,980
Nghiên cứu sinh: 1,210
Hệ gộp: 215
Tổng số: 35,044

## Các cơ sở

### Cơ sở Khoa học Xã Hội và Nhân Văn
Nguồn gốc của trường gắn liền với thủ đô Seoul, trung tâm kinh tế - văn hóa và là đầu tàu cho sự phát triển vượt bậc của Hàn Quốc trong suốt 40 năm qua, trên nền cái nôi văn hóa và một lịch sử lâu đời của đất nước.
Tọa lạc trên nền học phủ Sungkyunkwan cổ kính, cơ sở Khoa học Xã hội và Nhân văn nằm trên một triền đồi nhìn xuống cung điện hoàng gia Jongmyo, một trong những bảo tàng quốc gia quan trọng của Hàn Quốc.
Cũng như Seoul, trường đại học Sungkyunkwan đã có những bước phát triển vượt bậc, và đóng vai trò quan trọng trong nền giáo dục của đất nước. Trên nền của học phủ Sungkyunkwan xưa, khuôn viên trường được mở rộng với nhiều công trình hiện đại, nhưng vẫn bảo tồn được khu học phủ cổ kính ngay trong khuôn viên trường. Cho đến nay, 9 trường thành viên và nhiều trường đào tạo sau đại học khác đã được hình thành. Để lưu giữ và phát huy tinh thần và triết lý phát triển của trường, Tòa nhà kỷ niệm 600 năm thành lập đã được xây dựng. Công trình này có tổng diện tích sử dụng khoảng 31,930 mét vuông.

### Cơ sở Khoa học Tự nhiên

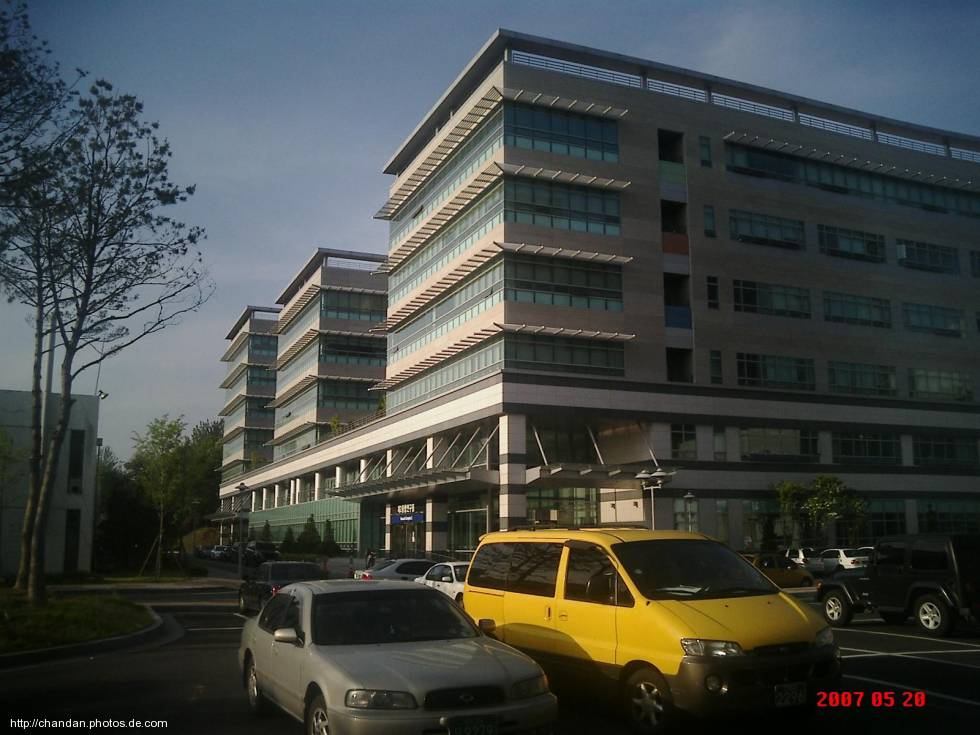
Sungkyunkwan Advanced Institute of Nanotechnology

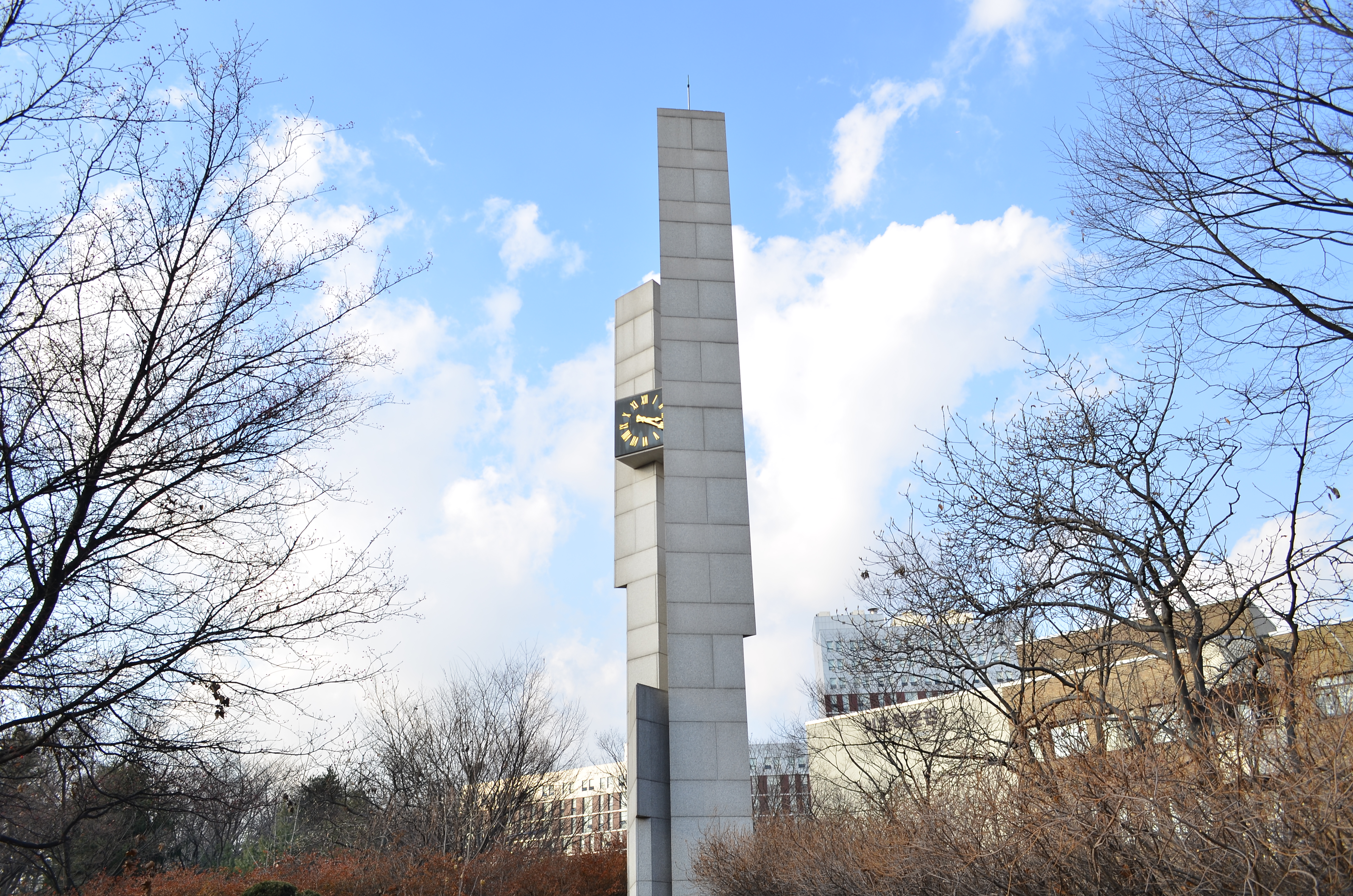
Tháp đồng hồ, khuôn viên Khoa học Tự nhiên

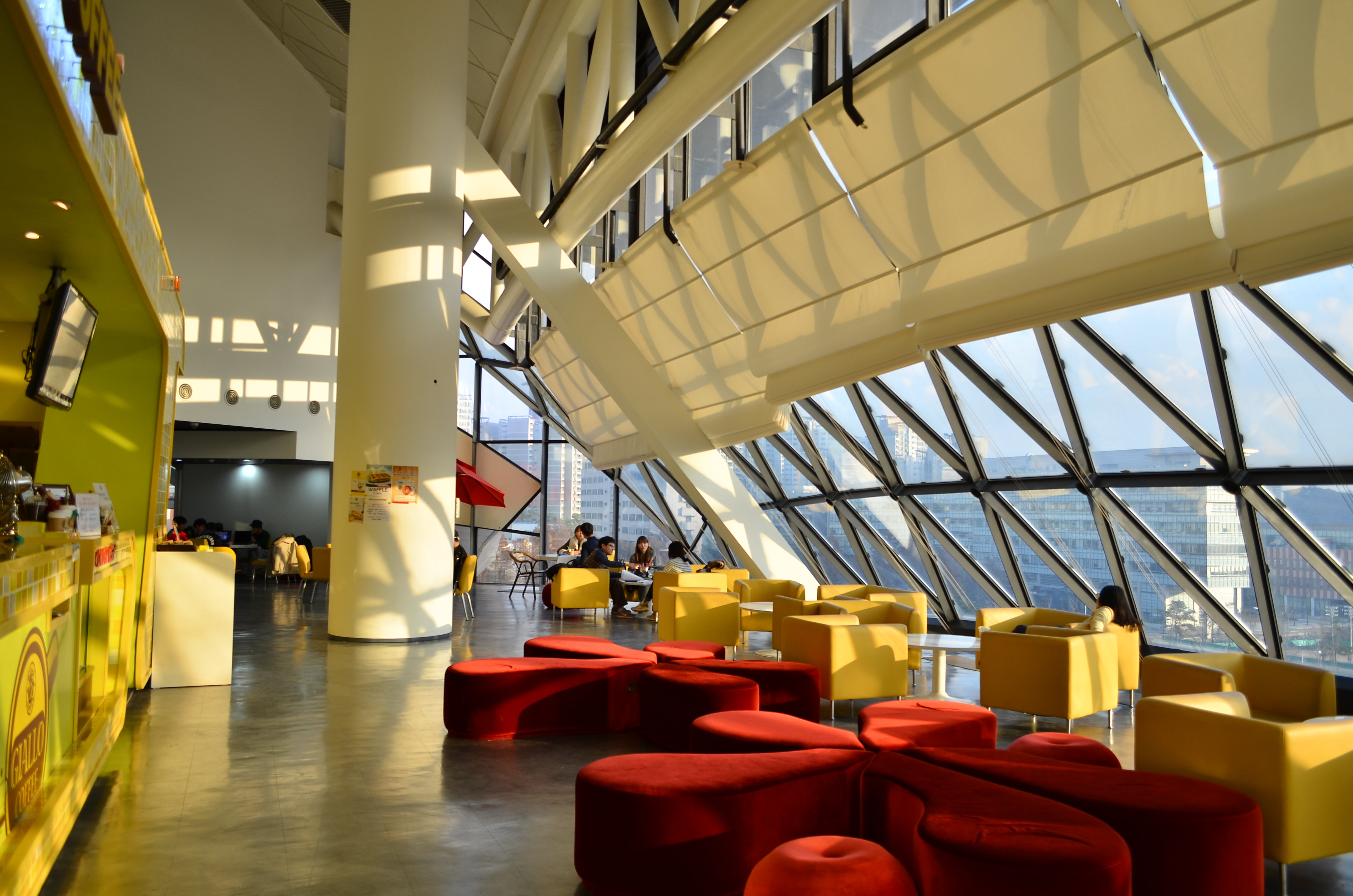
Cafe sách, thư viện Samsung

Cơ sở Khoa học Tự nhiên được xây dựng theo phong cách hiện đại bắt đầu từ năm 1978. Khuôn viên này cách thủ đô Seoul gần 40 km về phía nam, trên một diện tích hơn 1 km vuông. Cơ sở bao gồm 7 trường thành viên và nhiều trường đào tạo sau đại học khác.
Thành phố Suwon lưu giữ những nét đẹp cổ kính của triều đại phong kiến (1392–1910), và cũng là thủ phủ kinh tế - văn hóa - giáo dục của tỉnh lỵ Gyeonggi, tỉnh lị lớn nhất tại Hàn Quốc.
Trong nỗ lực xây dựng cầu nối giữa nghiên cứu khoa học và công nghiệp, Công viên Khoa học Công nghệ (Science Technology Park), đang được xây dựng tại cơ sở này. Các công ty trong các lĩnh vực công nghệ, và Chính phủ Hàn Quốc cũng tham gia trong dự án quan trọng này.

#### Thư viện Samsung
Thư viện Samsung (Samsung Library) là thư viện hiện đại bậc nhất tại Hàn Quốc, mở cửa từ năm 2009. 
Thư viện là một kiến trúc hiện đại, đặt tại trung tâm của cơ sở Khoa học Tự Nhiên. Ngoài phòng mượn sách, nhiều phòng đọc, phòng máy tính, thư viện còn cung cấp các phòng họp nhóm, phòng hội thảo, phòng chiếu phim, studio chụp ảnh, thu âm, phòng nghe nhìn, cà phê sách và nhiều tiện ích khác.
Ngoài ra, thư viện còn hỗ trợ một hệ thống đặt phòng, mượn sách trực tuyến rất thuận tiện và nhanh chóng. Với mối liên hệ chặt chẽ với thư viện trung tâm, sinh viên tại cơ sở Suwon còn có thể mượn sách từ Seoul trong thời gian ngắn.

#### Học viện Tiên tiến về Công nghệ Nano (SAINT)
SAINT là tên viết tắt Sungkyunkwan Advanced Institute of Nanotechnology. Học viện được mở vào tháng 3, năm 2005.
SAINT được  thành lập ngày 1, tháng 3, năm 2005, đóng vài trò là một trong 4 chương trình trọng điểm của Sungkyunkwan VISION 2010+, trên lộ trình tiến vào top 100 trường đại học tốt nhất thế giới. Với sự hỗ trợ tài chính mạnh mẽ từ Samsung Advanced Institute of Technology (SAIT), mục tiêu của SAINT là trở thành một trong 5 trung tâm về công nghệ nano hàng đầu thế giới. TS. Sumio Iijima, tác giả của phát hiện ống carbon nano được mời làm giám đốc của học viện này.

### Học viện Ngôn ngữ Sungkyun

#### Tổng quan
Sungkyun Language Institute (SLI) là học viện ngôn ngữ hoạt động độc lập dưới sự quản lý của đại học Sungkyunkwan. Học viện giảng dạy các ngôn ngữ từ tiếng Anh, tiếng Nhật, tiếng Hoa và tiếng Hàn. Trình độ tiếng Hàn được phân chia thành 6 bậc, từ nhập môn cho đến thành thục.

#### Các khóa học
Trung tâm dạy các khóa chính quy lẫn không chính quy. Các khóa chính quy về tiếng Anh bao gồm Tiếng Anh học thuật (viết), tiếng Anh trong thuyết trình. Ngoài ra, còn các khóa học tiếng Anh cho nhiều mục đích khác nhau, như Anh văn Thương mại, Anh văn Khoa học, Anh văn Văn học và tiếng Anh hiện đại. Các lớp tiếng Anh không chính quy ít phân ngành hơn và thông thường được giảng dạy với mục đích giao tiếp. Trung tâm không bắt buộc học viên phải là sinh viên của trường. Đối với các khóa học chính (tiếng Anh học thuật và tiếng Anh trong thuyết trình), SLI có giáo trình được biên soạn riêng, xuất bản bởi nhà xuất bản của đại học Sungkyunkwan và hiệu đính theo từng năm

#### Cơ sở vật chất

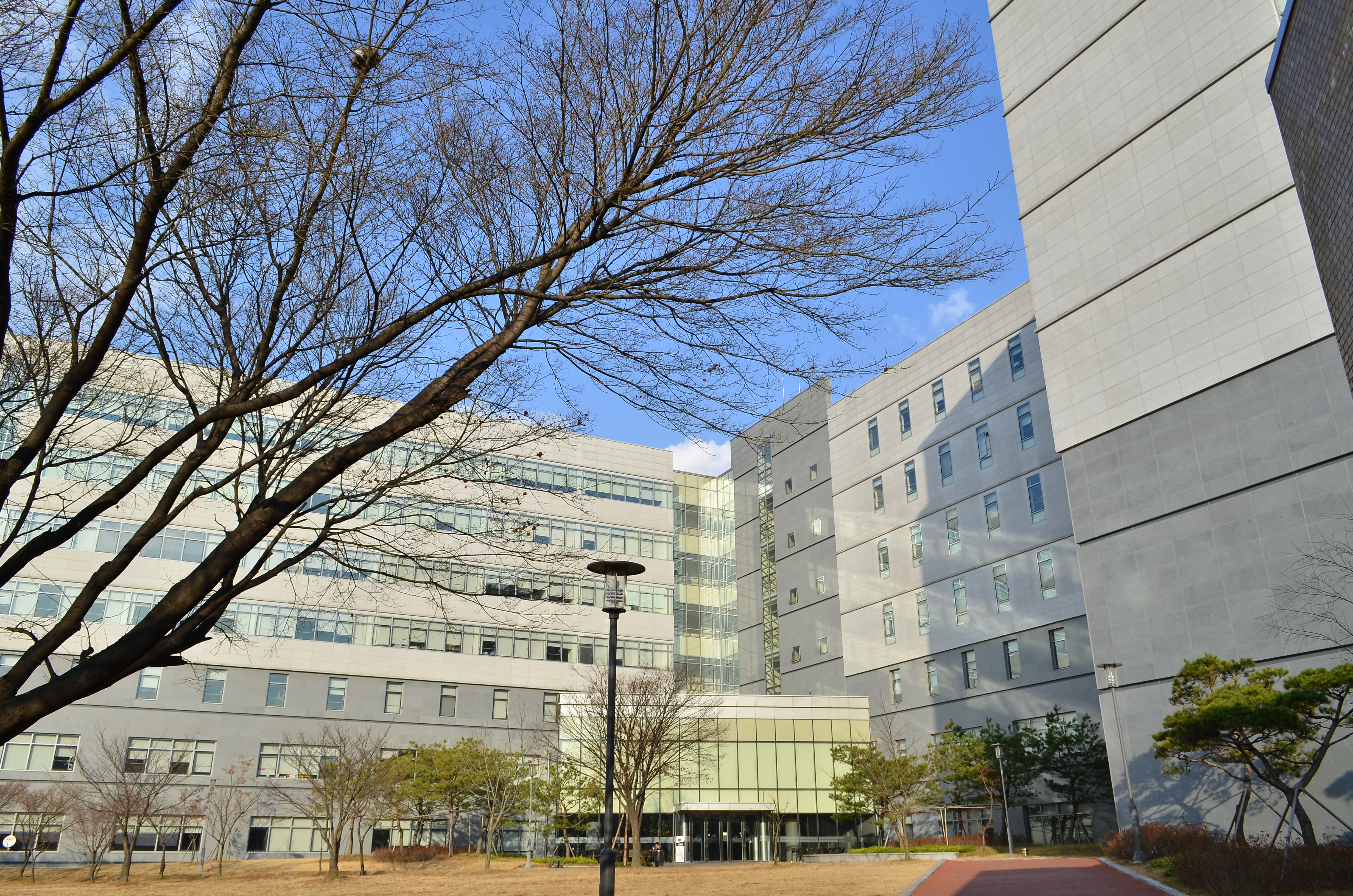
Trung tâm hợp tác, cơ sở Khoa học Tự nhiên

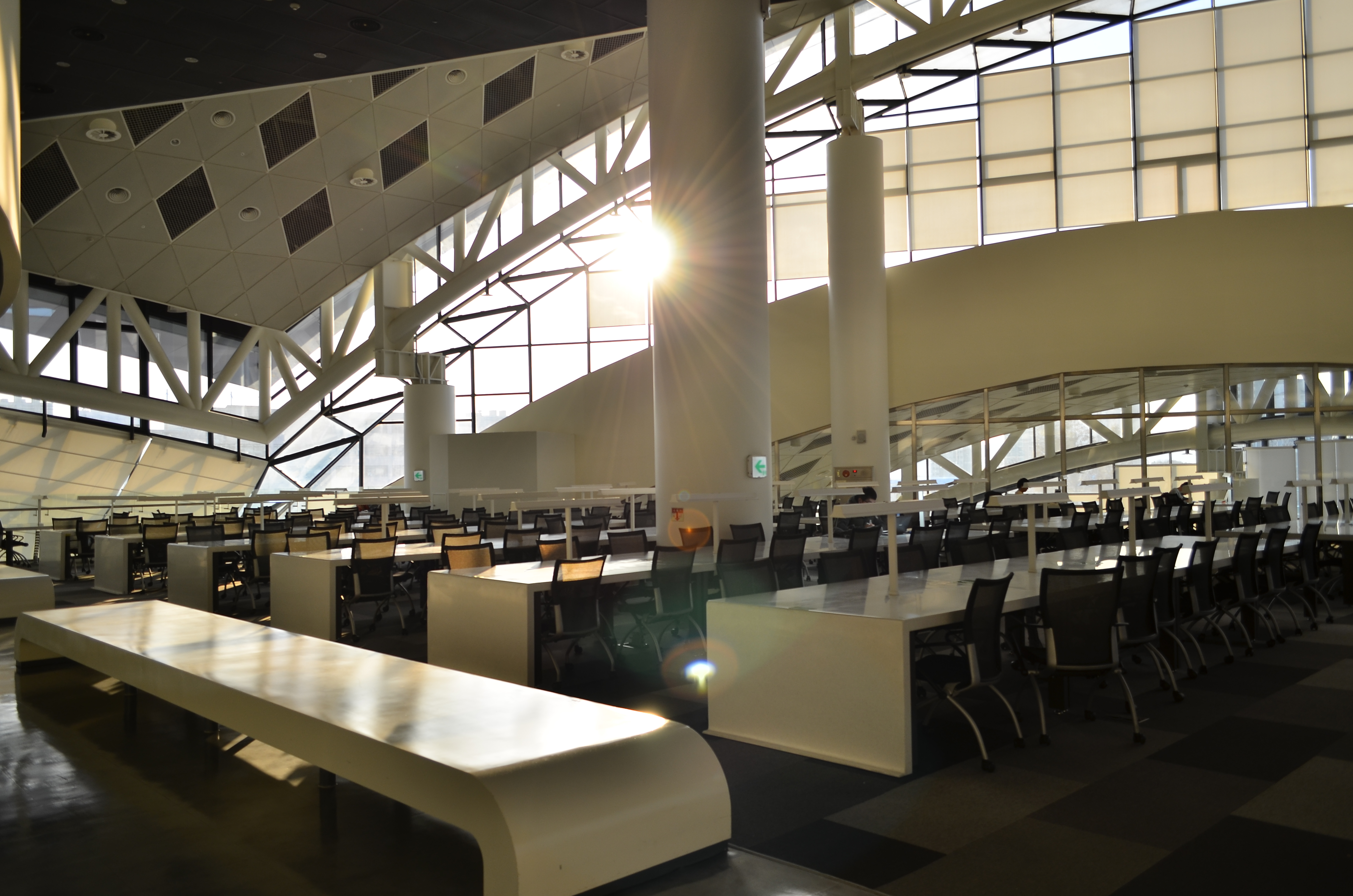
Phòng đọc thư viện Samsung

SLI sở hữu "Global Zone" – một khu dành riêng cho học viên thực hiện các hoạt động nghiên cứu, truy cập mạng, xem truyền hình quốc tế, hội thảo, học nhóm hoặc giao lưu văn hóa, với sự giúp đợ của nhân viên trung tâm. Khu vực này được mở cửa ở Seoul năm 2004 và ở Suwon năm 2005.

### ASLE-Korea
Khoa Tiếng Anh và Văn học của trường đại học Sungkyunkwan là nơi khai sinh và hoạt động của Tổ chức nghiên cứu Văn hóa và Môi trường Hàn Quốc - ASLE-Korea (Korean affiliate of the Association for the Study of Literature and Environment). ASLE-Korea  Lưu trữ ngày 21 tháng 8 năm 2010 tại Wayback Machine tổ chức hai hội thảo chuyên đề mỗi năm (vào mùa xuân và mùa thu) và xuất bản tạp chí Văn học và Môi trường (Literature and Environment), được viết bằng tiếng Anh và tiếng Hàn.

## Cơ sở vật chất

### Ngân sách
Ngân sách hàng năm: 428,030,000,000 won (USD 319,783,339.56)
Ngân sách từ học phí: 224,358,000,000 won (52.4%)
Ngân sách từ quỹ của trường: 114,851,000,000 won (26.8%)
Ngân sách từ các nguồn đóng góp: 34,762,000,000 won (8.1%)
Ngân sách khác: 14,432,000,000 won (3.4%)

### Thư viện
Tổng số đầu sách trong thư viện: 1,740,806
Thư viện trung tâm: 914,228 / Thư viện Samsung: 610,023
Thư viện Jongyeonggak: 146,187 / Thư viện Y: 11,330  / Thư viện Luật: 56,438  / Thư viện Kiến trúc: 2,600

### Diện tích
Diện tích mặt bằng: 3,593,341 m²
Cơ sở Khoa học Xã hội và Nhân văn: 1,394,154 m²
Cơ sở Khoa học Tự nhiên: 2,199,187 m², bao gồm cả:
-  Tobong Varsity Teams Training Center: 61,339 m²
-  Sân vườn: 329,222 m²
-  Samchuk Seaside Retreat: 2,390 m²
Diện tích xây dựng: 344,510 m²
Cơ sở Khoa học Xã hội và Nhân văn: 141,803 m²
Cơ sở Khoa học Tự nhiên: 202,707 m²

## Tư liệu ảnh

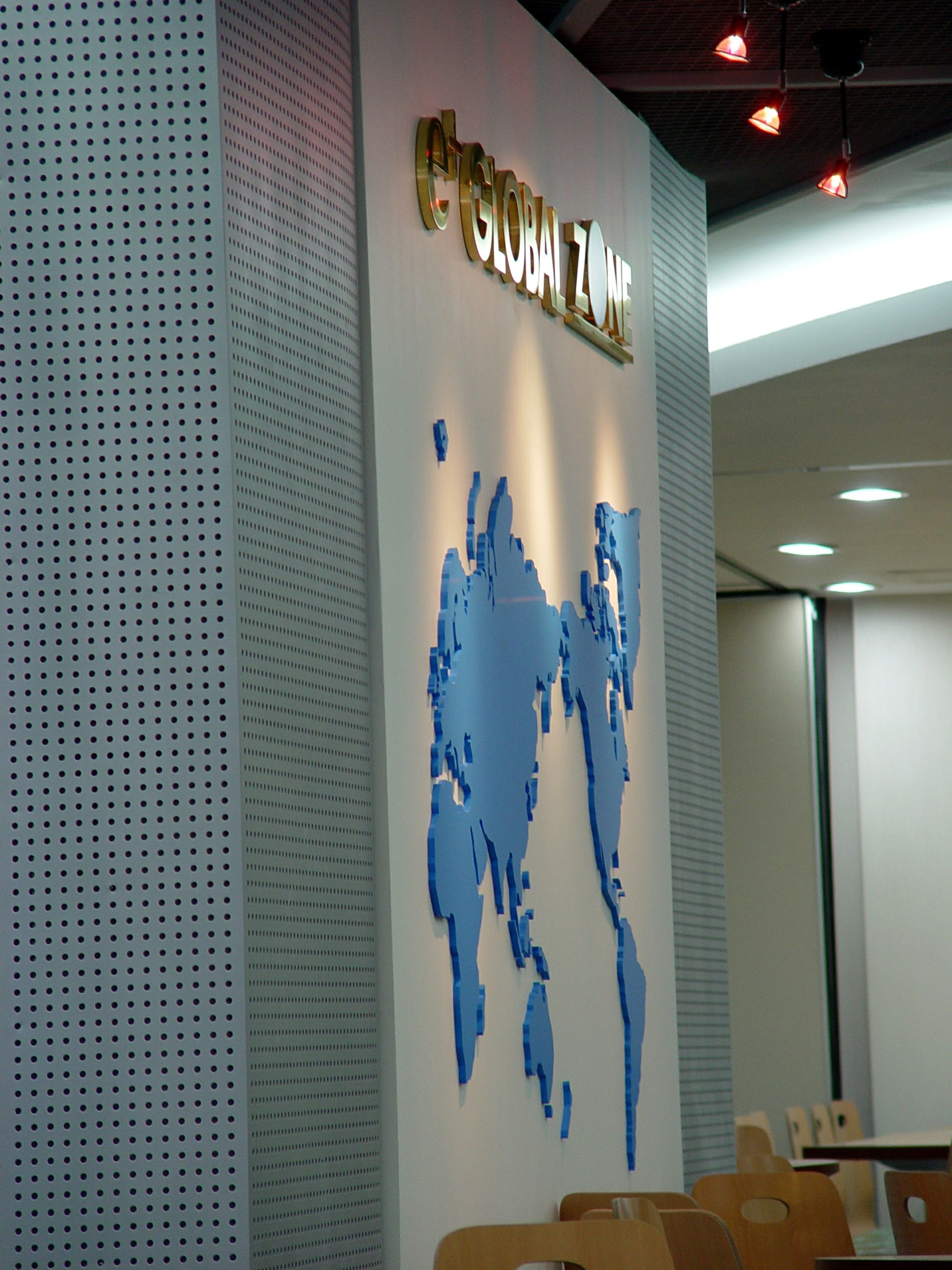
Global Zone ở Suwon
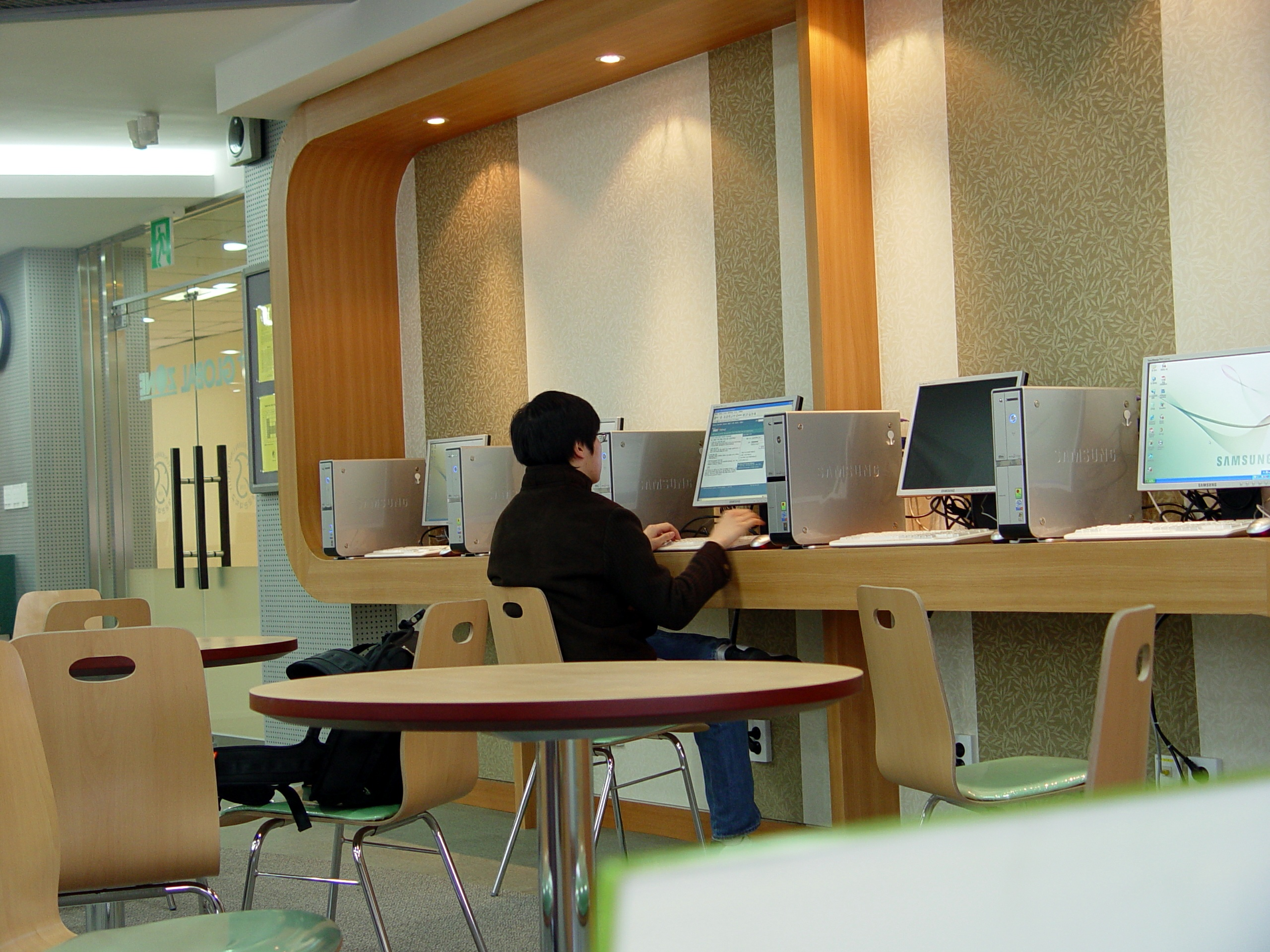
Máy tính tại Global Zone, Suwon
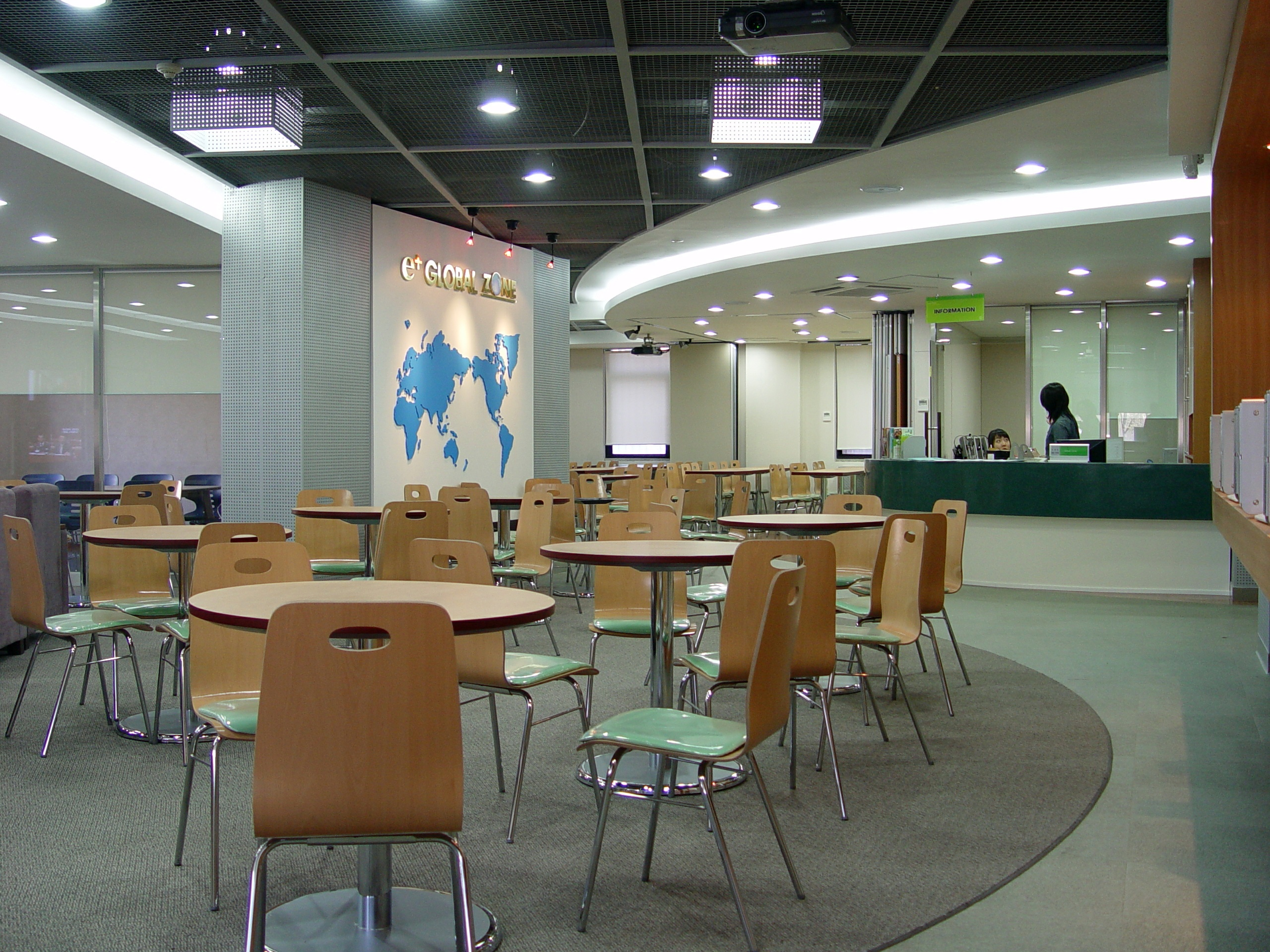
Buổi sáng sớm tại Global Zone, Suwon
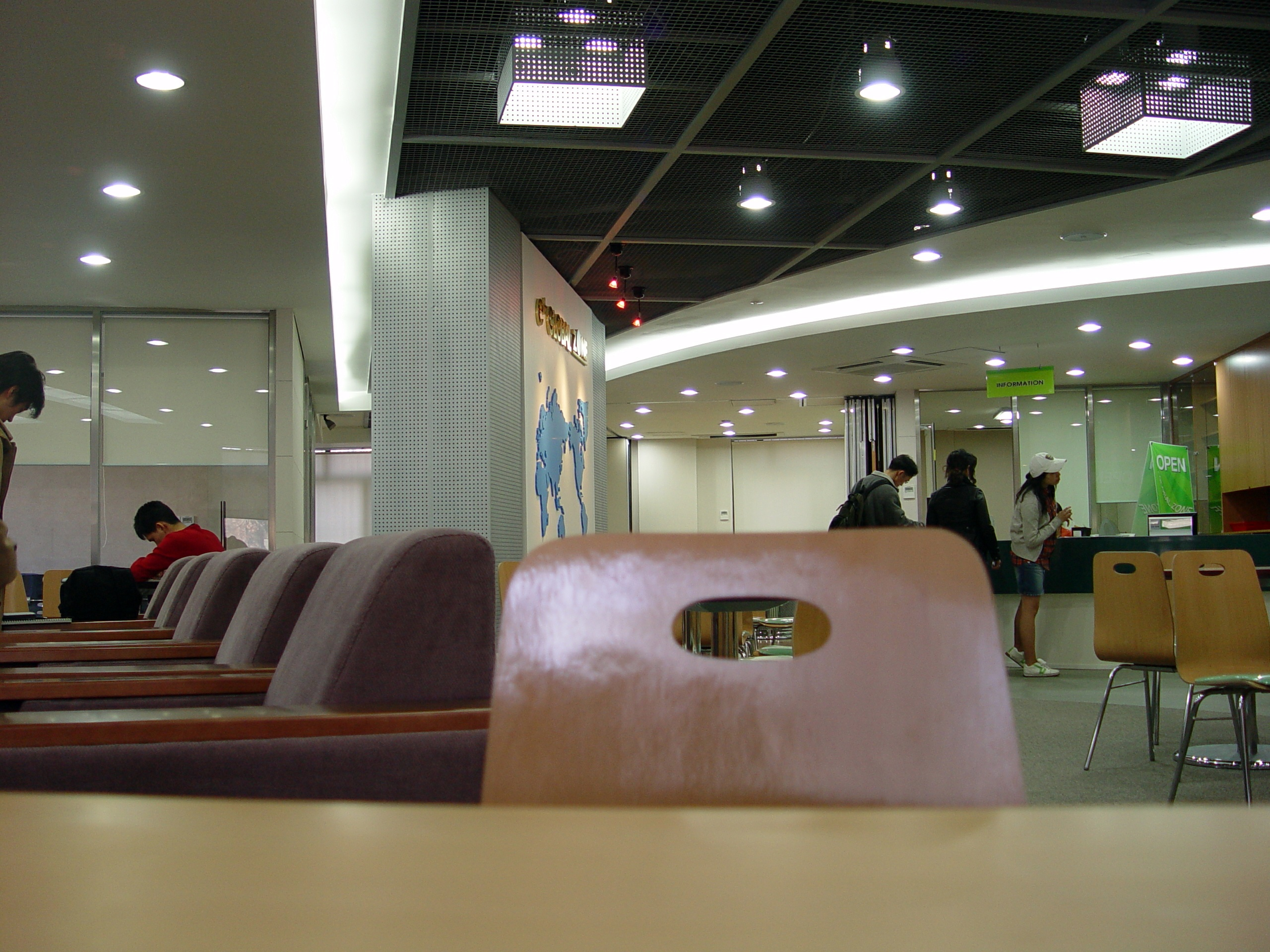
Bàn Thông tin tại Global Zone, Suwon
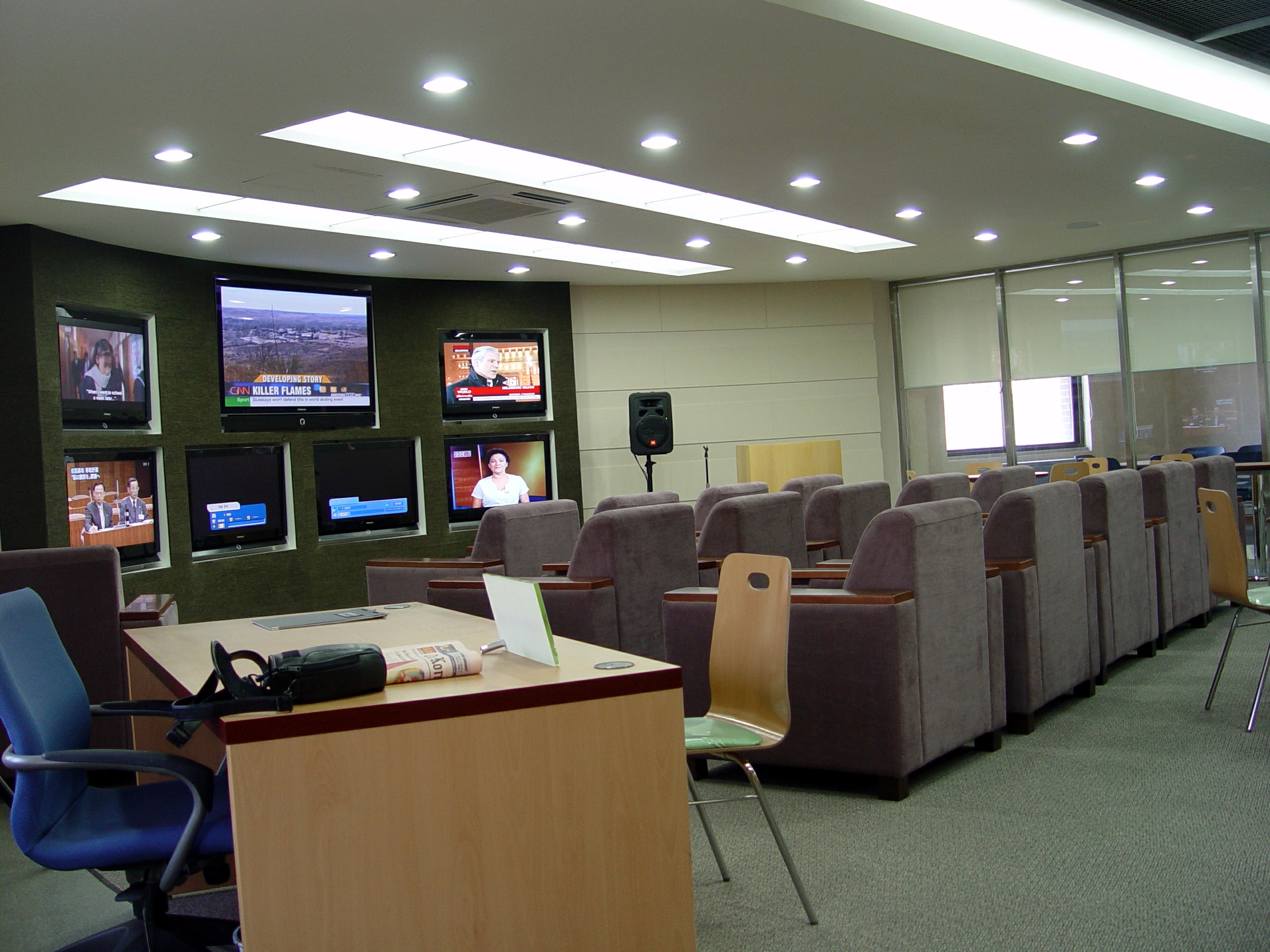
TV tại Global Zone, Suwon
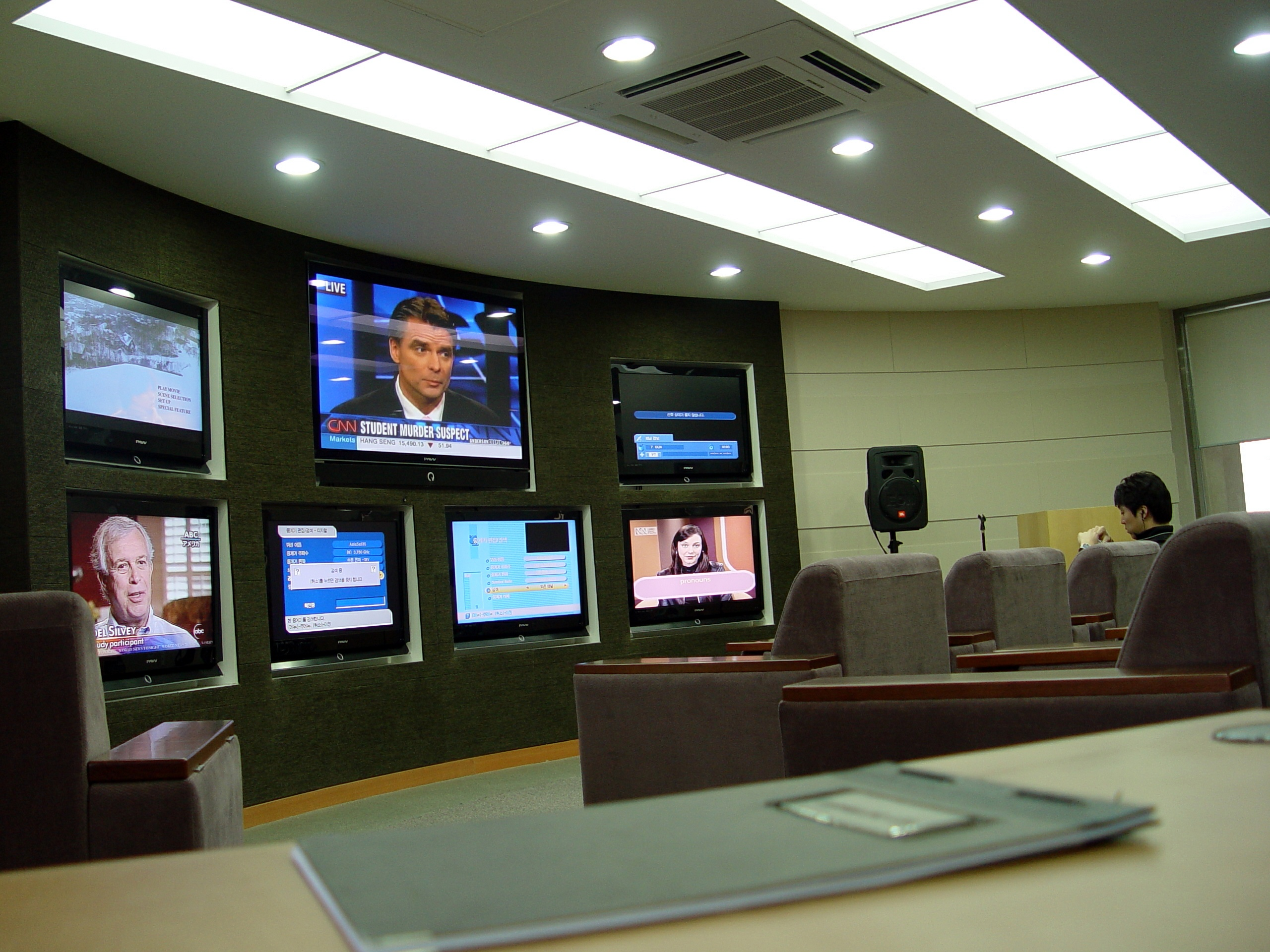
TV tại Global Zone, Suwon
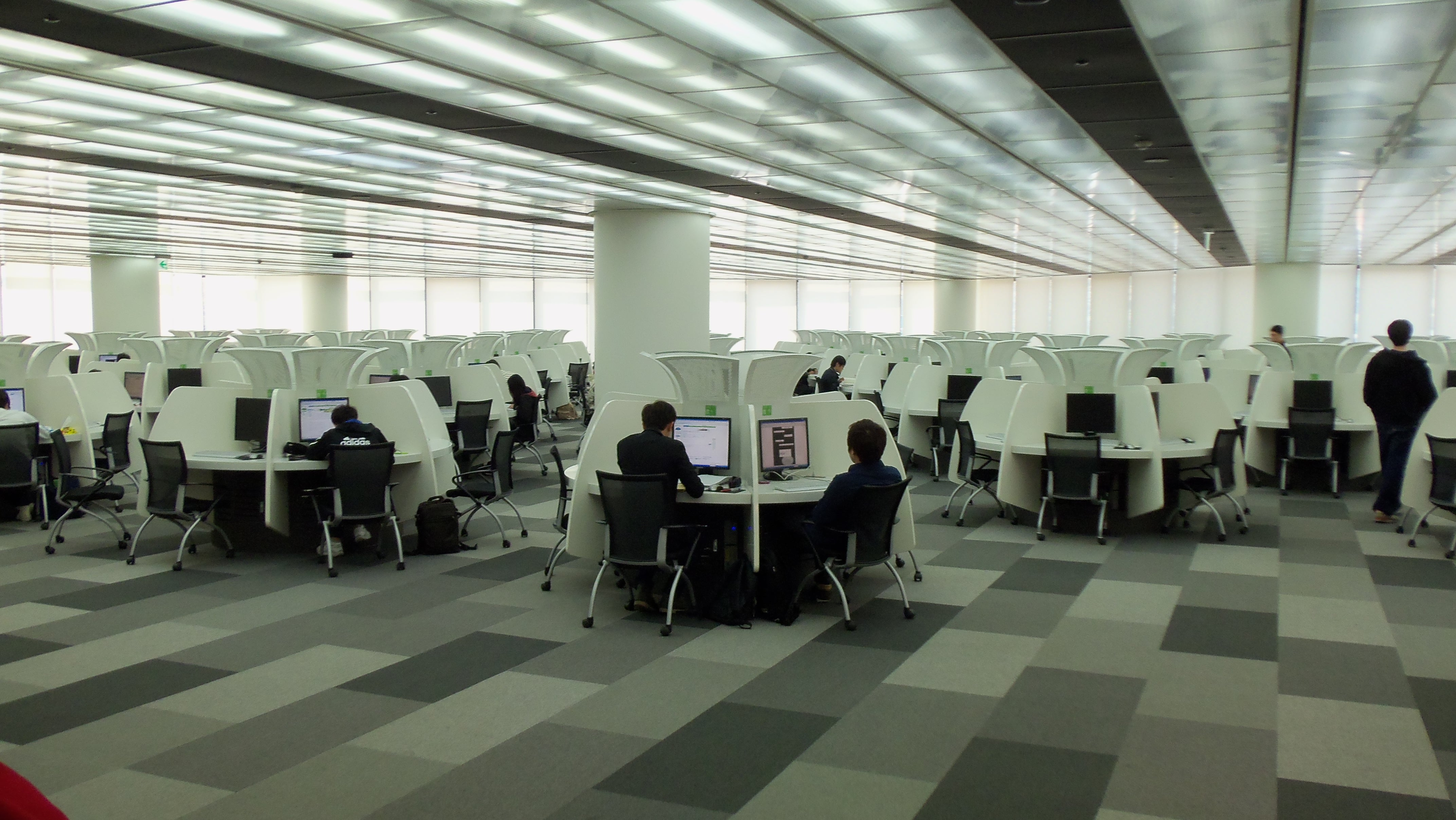
Phòng máy tính tại thư viện Samsung
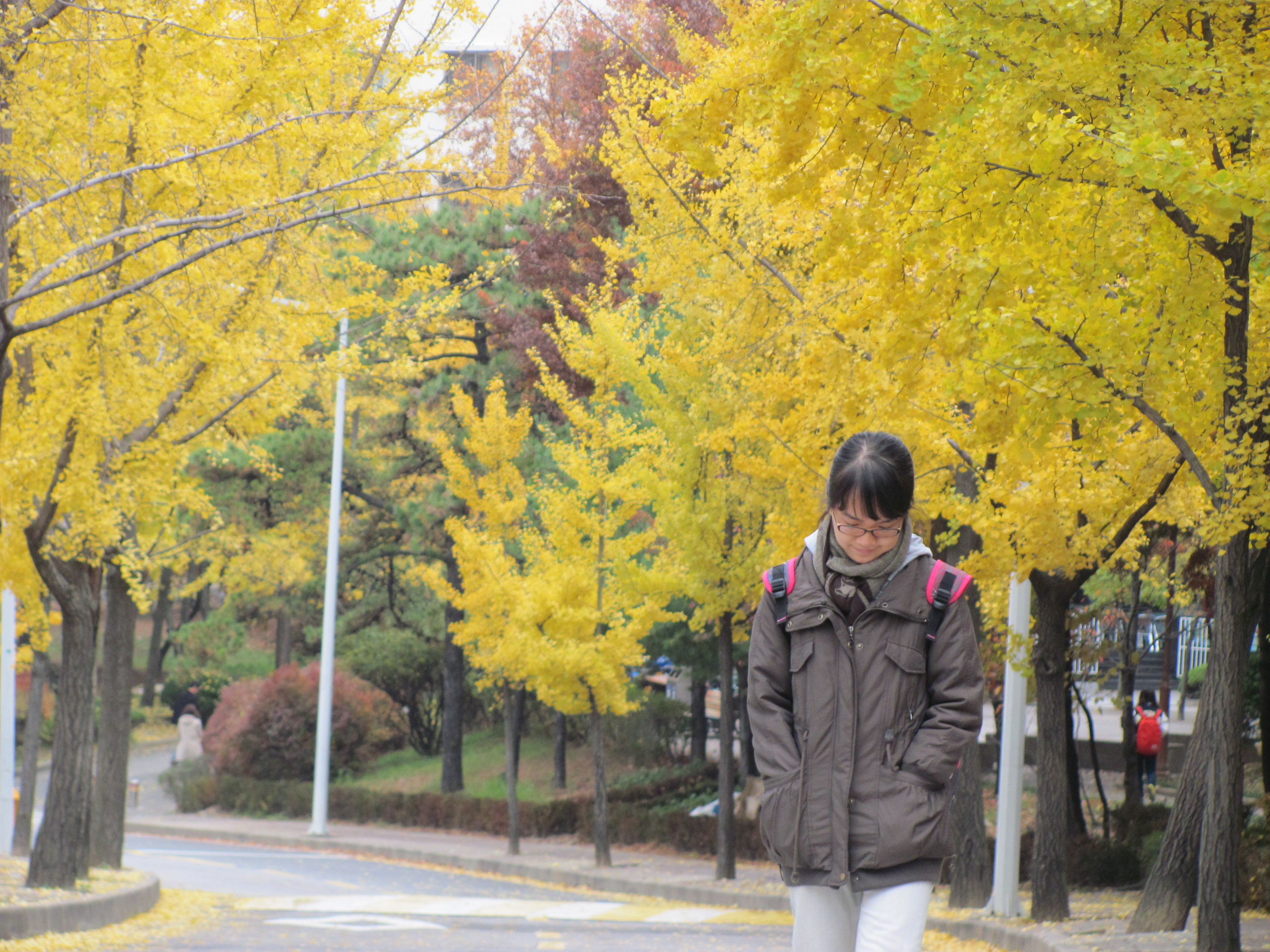
Một con đường mùa thu tại cơ sở Suwon
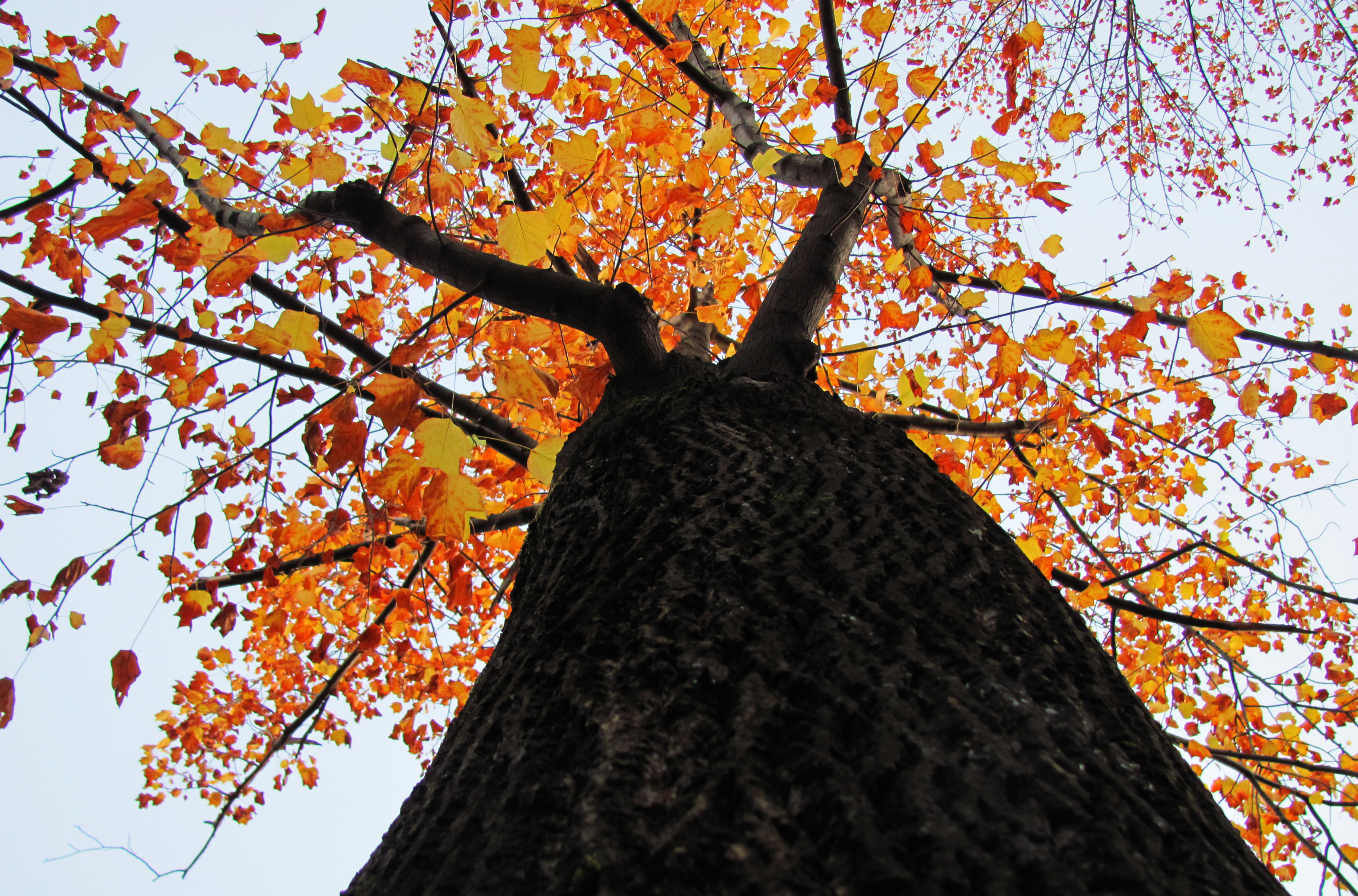
Một tán cây mùa thu trong khu rừng của trường, Suwon
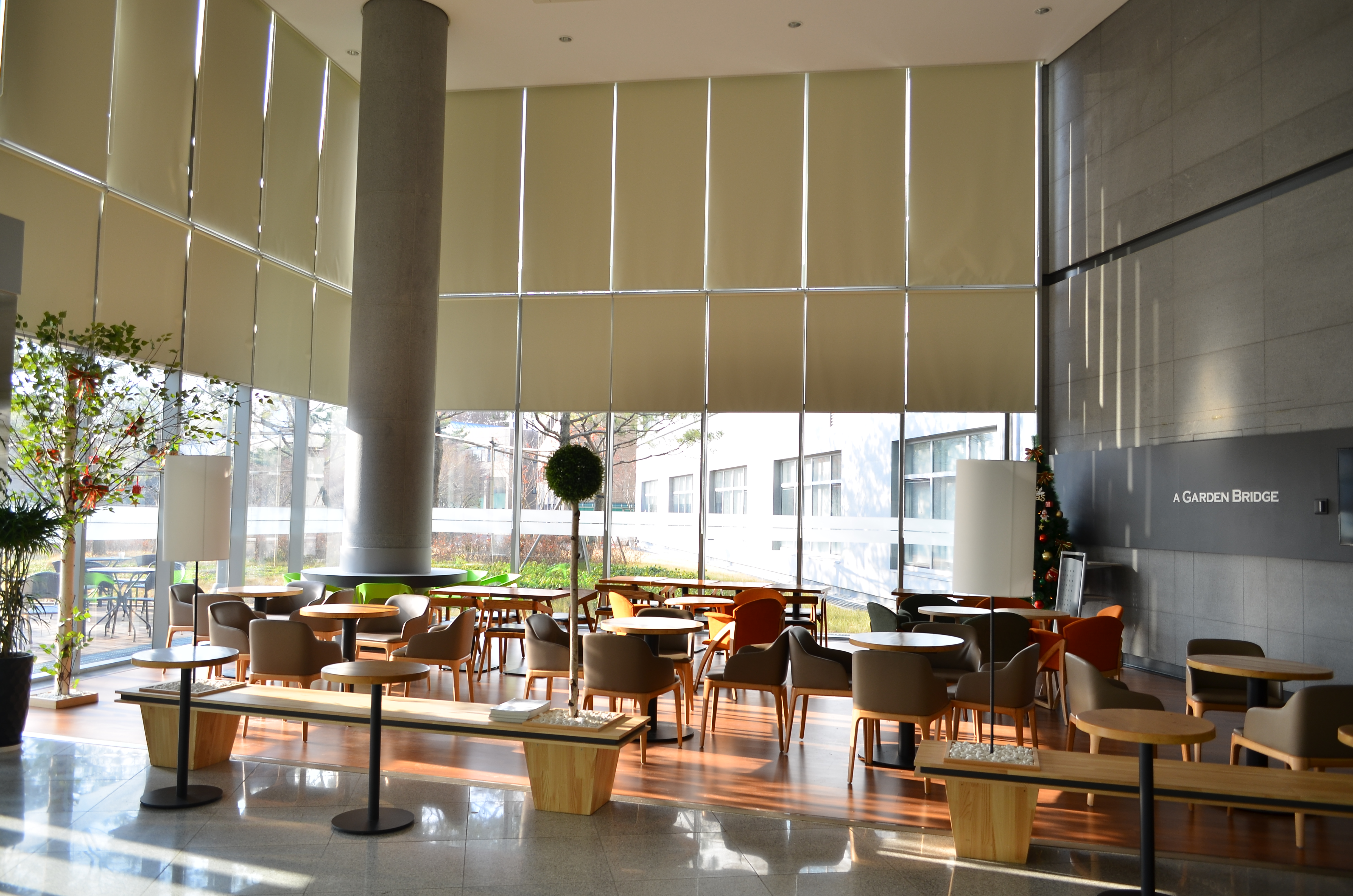
Một tiệm cafe bên trong Trung tâm hợp tác
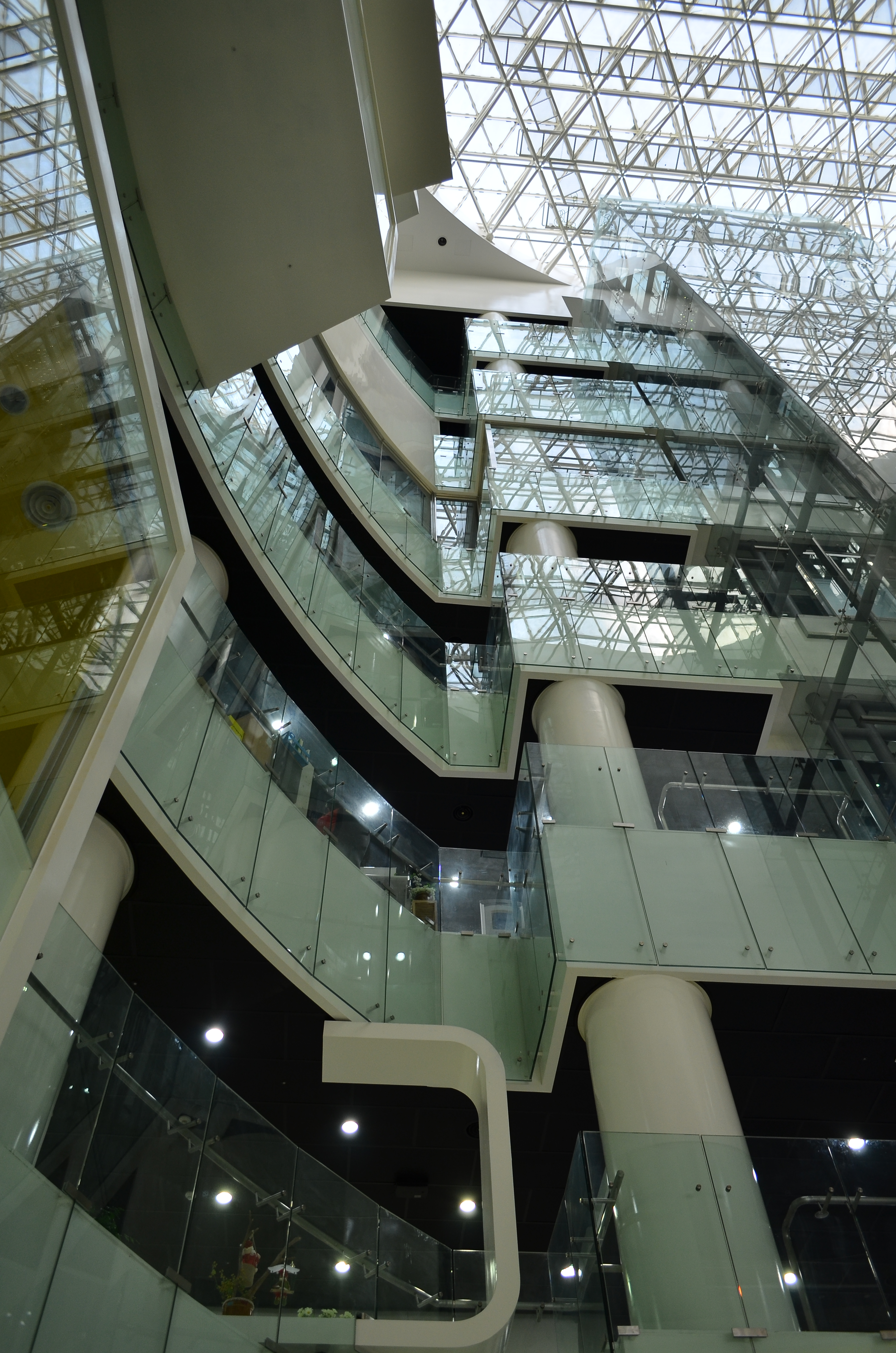
Thư viện Samsung, nhìn từ tầng 1
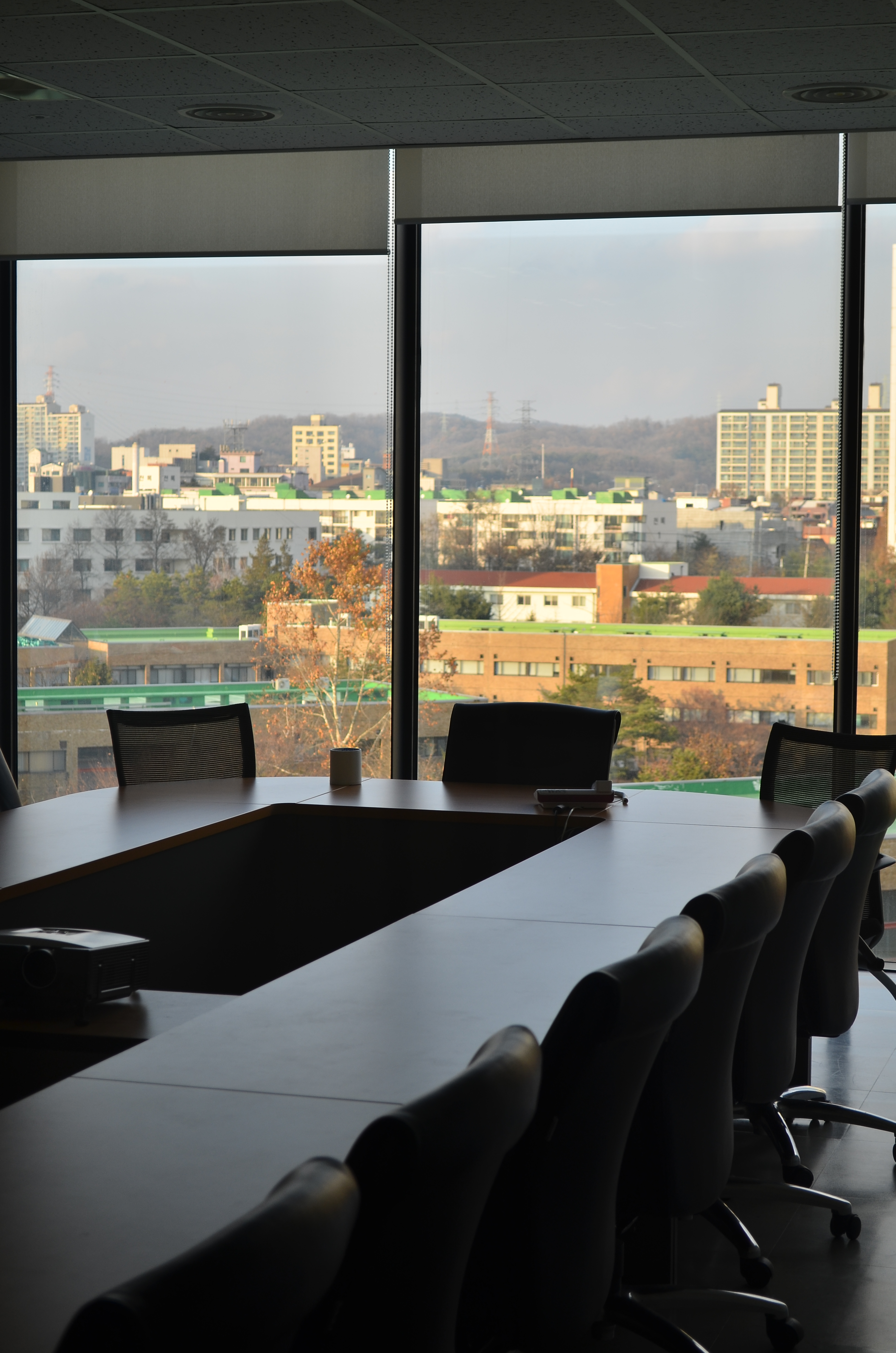
Một phòng họp trong thư viện Samsung
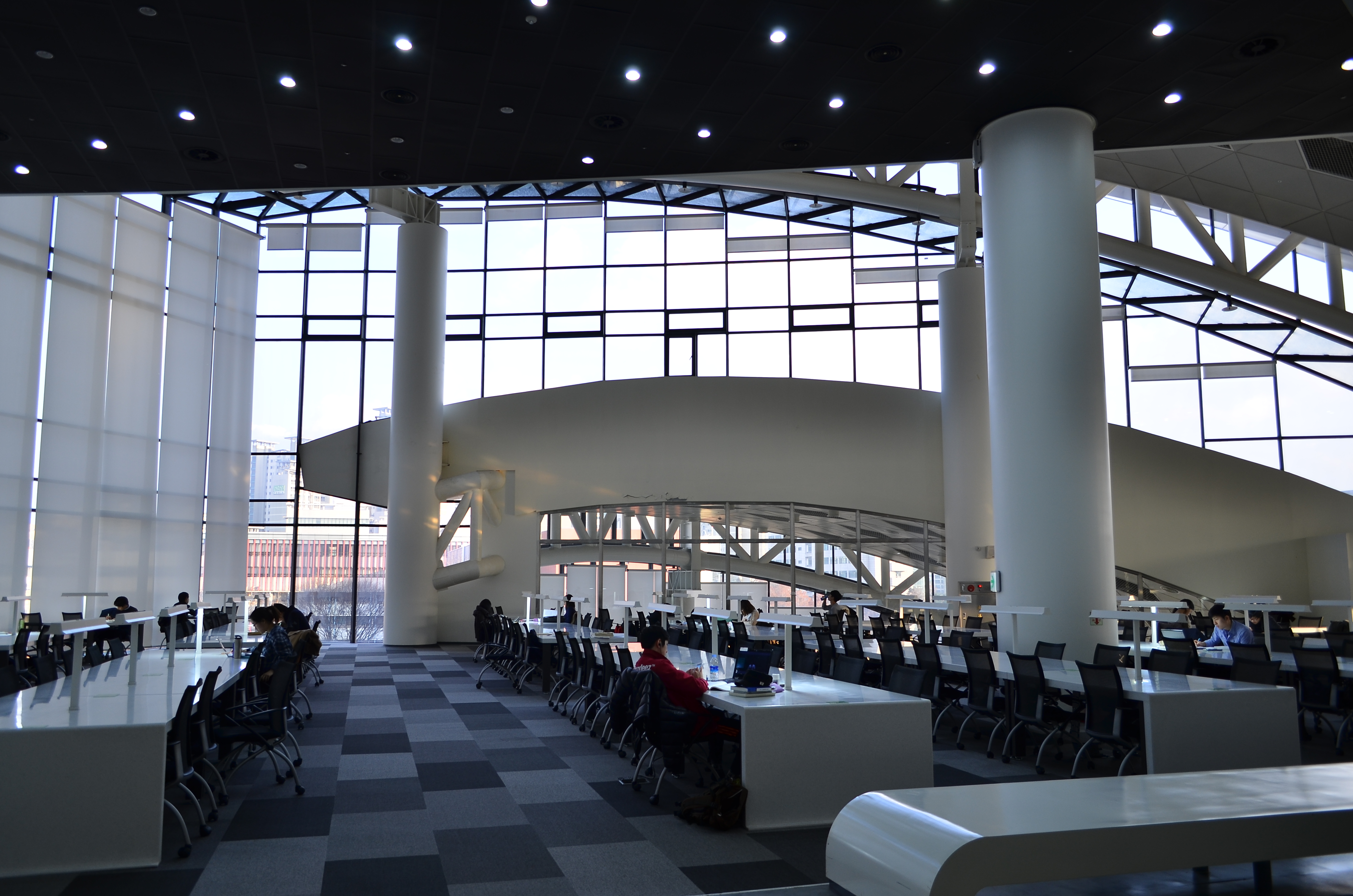
Phòng đọc chiều thứ 7, thư viện Samsung
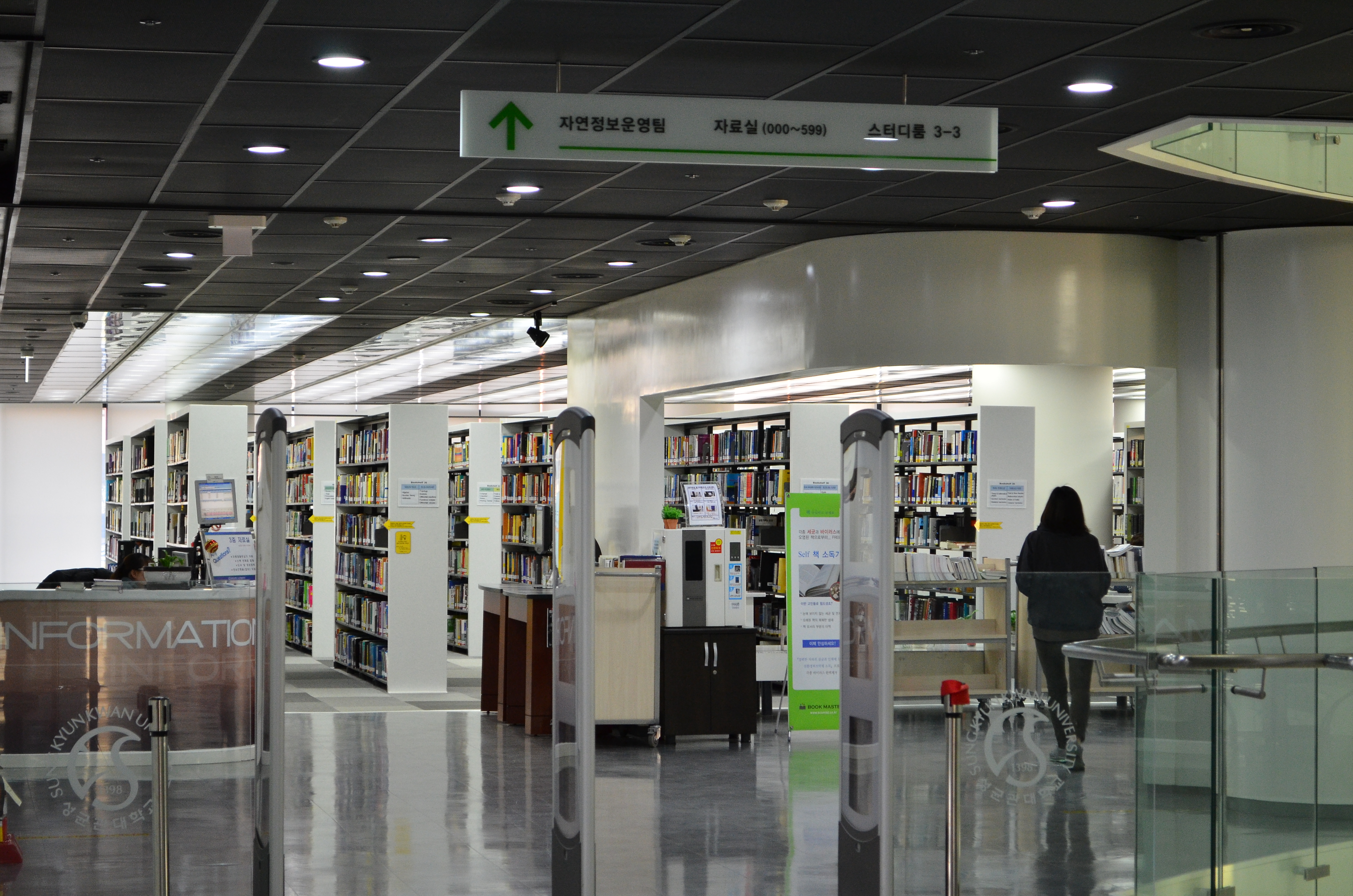
Phòng mượn sách, thư viện Samsung
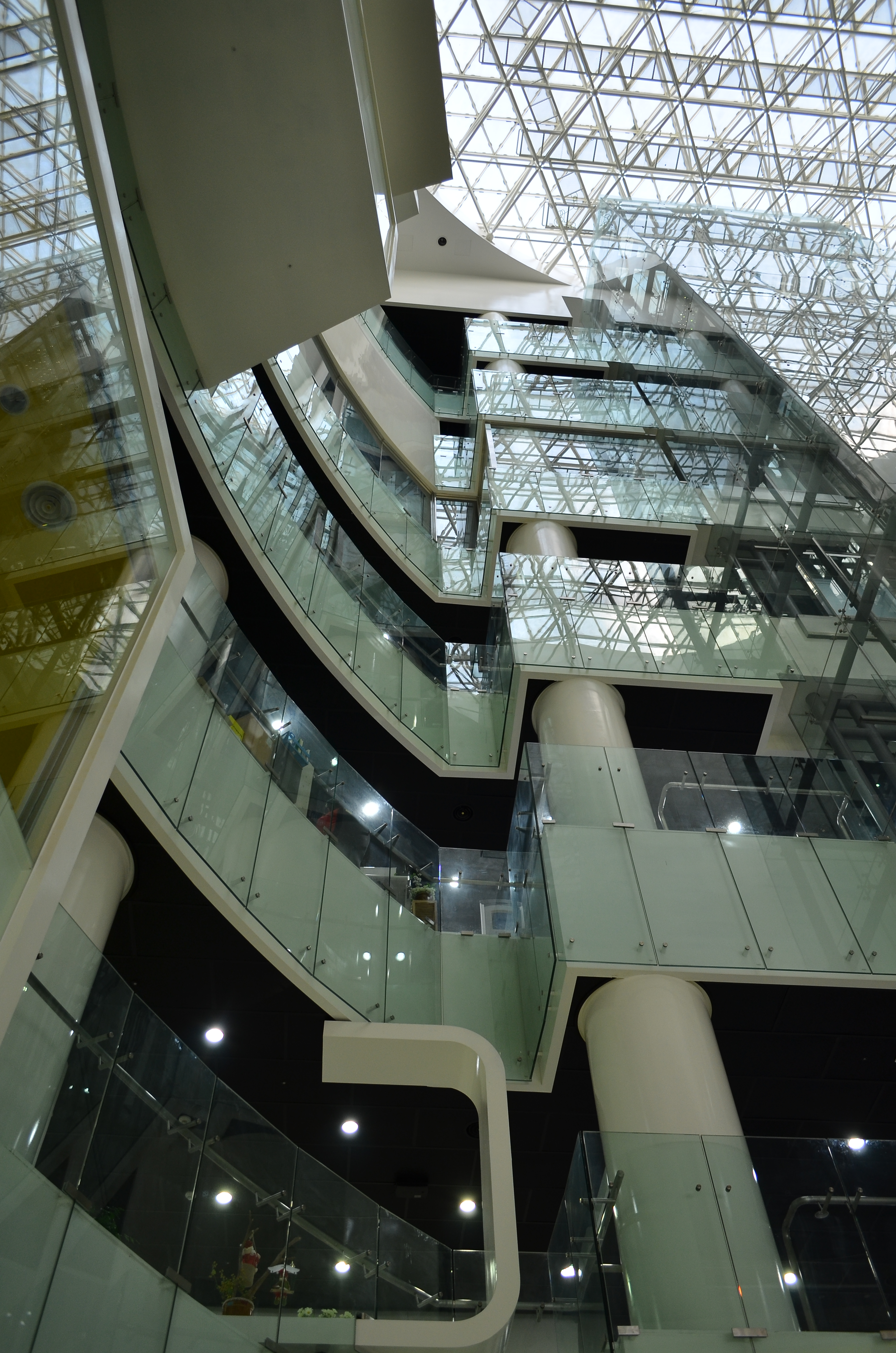
Thư viện Samsung, nhìn từ tầng 1
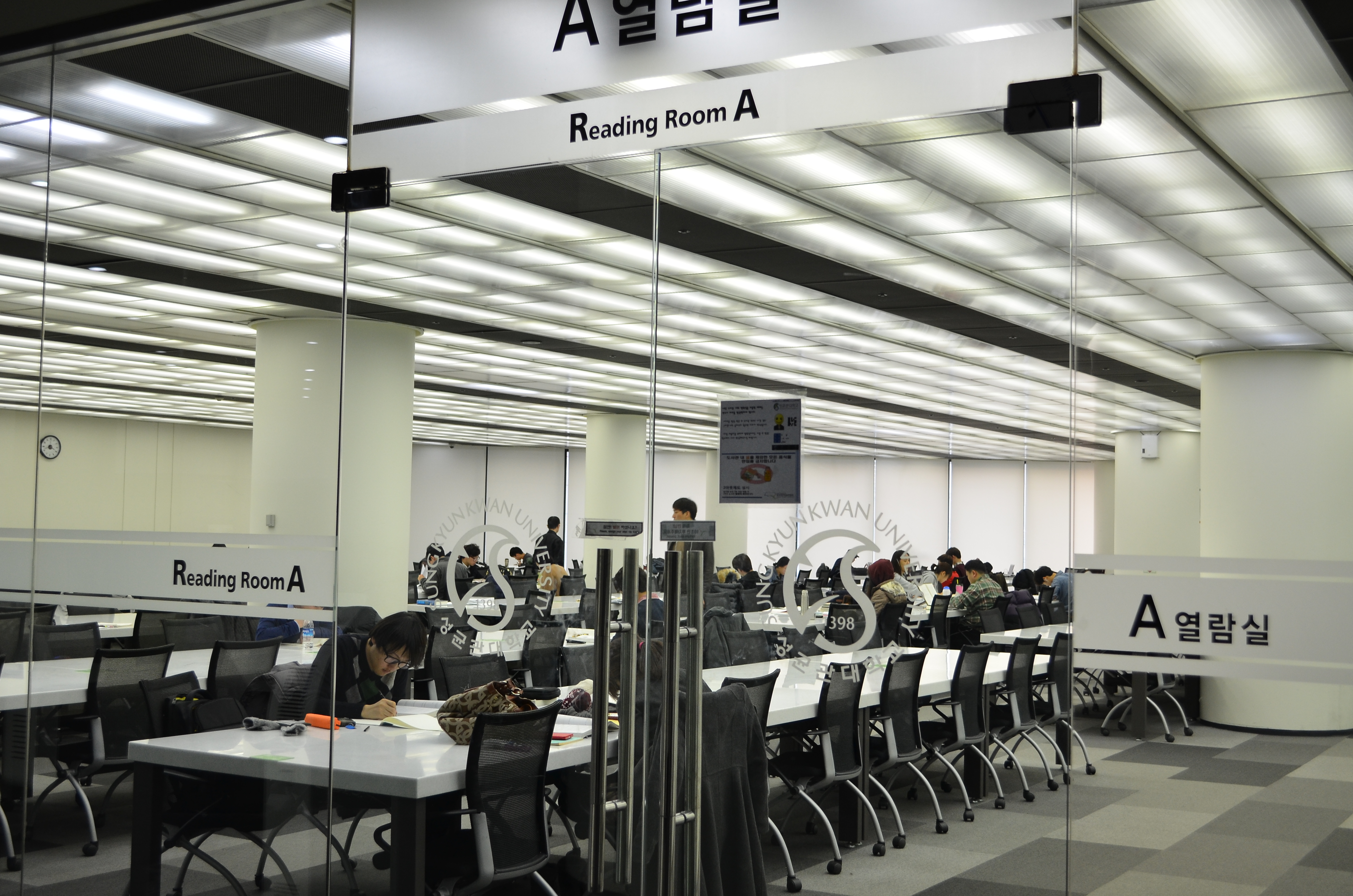
Một phòng đọc trong thư viện Samsung
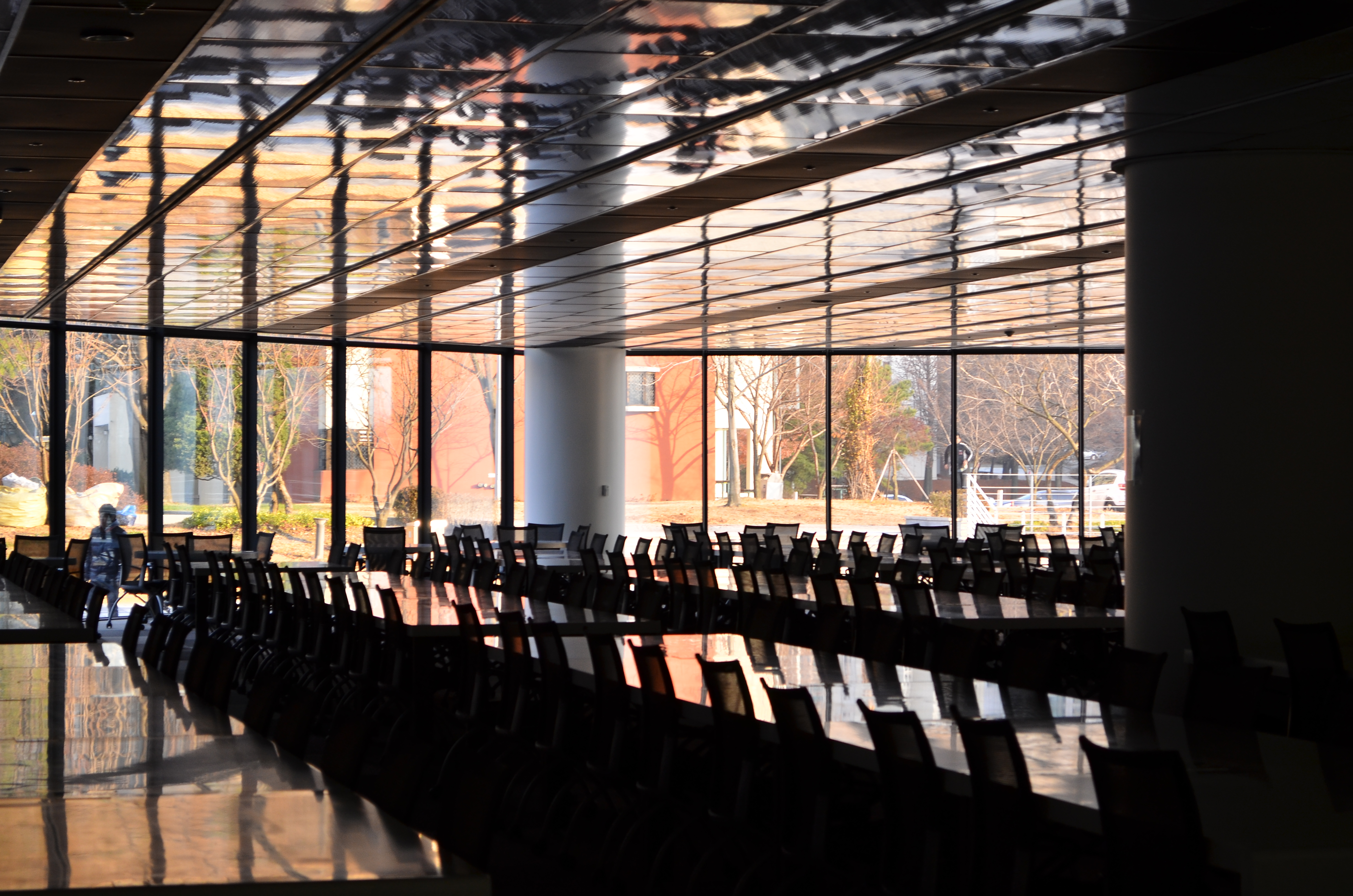
Phòng đọc chiều thứ 7, thư viện Samsung